# 对乙酰氨基酚中毒
对乙酰氨基酚中毒（英語：Paracetamol toxicity）由过量服用止痛药对乙酰氨基酚导致，主要导致肝损伤，对乙酰氨基酚也是全球主要的中毒原因之一。在美国和英国，其是导致急性肝衰竭的最主要原因。

## 毒性机理
在代谢阶段，大部分对乙酰氨基酚在第二阶段代谢通过结合硫酸盐和葡萄糖苷酸失去活性，一小部分被细胞色素P450酶氧化。细胞色素P450 2E1 （CYP2E1）把对乙酰氨基酚转化为高活性的中间代谢物， N－乙酰醌亚胺（NAPQI）。
一般情况下，NAPQI通过结合谷胱甘肽被解毒。但是摄入太多对乙酰氨基酚后，硫酸盐和葡萄糖苷酸被饱和，更多的对乙酰氨基酚被分流到细胞色素P450系统产生NAPQI。这样，肝细胞提供的谷胱甘肽耗尽后，剩余NAPQI与细胞膜分子反应，造成大量肝细胞损伤和死亡，临床上导致急性肝脏坏死。在动物试验中发现，在70%的肝脏谷胱甘肽被耗尽後即发生肝中毒。

## 中毒剂量
服用超过7.5 g/日或150 mg/kg 体重可能导致肝中毒。在推荐剂量内，对乙酰氨基酚对于成人和幼儿都是安全的。但是因为对乙酰氨基酚用途广泛，它的效用也往往被低估。
对乙酰氨基酚的中毒剂量存在很大变数。成年人中，单次剂量超过10g或者150mg/kg就会有高风险导致中毒24小时内多次服用小计量累积到中毒剂量也会导致中毒，长期日摄入量高于4g/日也可导致中毒，日摄入剂量稍高于6g/日可导致死亡。
儿童单次摄入超过200 mg/kg可能导致中毒。这一水準高于成人主要由于儿童较成人有相对大的肾脏和肝脏，能够容纳更多的超剂量对乙酰氨基酚。儿童中急性对乙酰氨基酚过量比慢性长期过量服用中毒有更高的致病和死亡可能。
由于对乙酰氨基酚经常包含在其它复方制剂药品中，因此计算所有药品中对乙酰氨基酚剂量总和是否過多非常重要。另外在购买药物是要注意，对乙酰氨基酚可能会包含在不同止痛药和抗感冒/流感药配方中，来加强止痛效果。为了防止过量，应当仔细阅读药品说明书，查找配方是否含有对乙酰氨基酚，并咨询药剂师防止过量服用。

## 导致中毒的风险因素
长期过量摄入酒精（例如酗酒）可提高CYP2E1，这会潜在的提高对乙酰氨基酚的毒性。因此，其它止痛药如阿斯匹林或布洛芬有时被推荐为替代药品。
禁食也是一个风险因素，可能因为禁食会导致肝脏谷胱甘肽储量严重不足。所以服藥前需谨记要飽肚服藥。
有报道指出，伴随使用CYP2E1诱导剂异烟肼（一种晶状抗菌化合物，用于治疗结核病）可提高肝中毒风险，尽管CYP2E1诱导是否造成肝脏中毒在这种情况的关系并不清楚。同时使用含有诱导CYP酶的药物如抗癫痫药（包括立痛定、苯妥英、巴比妥酸盐等）也有报道导致中毒风险。

## 代谢过程
口服易吸收，血药浓度0.5－1h达峰值，在体内95%与葡萄糖醛酸或硫酸结合而失活，5%经羟化转化为对肝脏有毒性的代谢物，均从尿中排出。血浆蛋白结合率为25%。90%－95%在肝脏代谢，主要与葡萄糖醛酸、硫酸及半胱氨酸结合。中间代谢产物对肝脏有毒性作用。T1/2一般为1－4小时（平均为2小时），肾功能不全时不变，但在某些肝病患者可能延长，老年人和新生儿可有所延长，而小儿则有所缩短。本品主要以葡萄糖醛酸结合的形式从肾脏排泄，24小时内约有3%以原形随尿排出。

## 治疗

### 初期治疗方法
對於誤服過量撲熱息痛的兒童，急症室一般會在服用一小時內給病童飲用含有50克活性碳的飲料，使活性碳吸收病童胃部及腸部的過量撲熱息痛。此外，也可能會處方吐根酊來催吐，讓病童吐出過量服用的藥物。

### 乙醯半胱氨酸
乙醯半胱氨酸（Acetylcysteine），又稱為N-乙醯半胱氨酸（N-acetylcysteine）或N-乙醯-L-半胱氨酸（N-acetyl-L-cysteine），常簡稱做NAC。可用於治療對乙醯氨基酚中毒，且可用於解化過濃的黏液，因此可用於緩解囊腫性纖維化及慢性阻塞性肺病的症狀。可經靜脈注射、口服，或吸入途徑給藥；乙醯半胱氨酸與安全劑量乙醯氨基酚一起使用，並不會減少乙醯氨基酚的療效。

## 引用
1. 1 2 3 4  Yoon, E; Babar, A; Choudhary, M; Kutner, M; Pyrsopoulos, N. . Journal of clinical and translational hepatology. 2016-06-28, 4 (2): 131–42. PMC 4913076 . PMID 27350943. doi:10.14218/jcth.2015.00052.
2. 1 2 3 4 5 6 7 8  Ferri, Fred F. . Elsevier Health Sciences. 2016: 11  [2017-07-06]. ISBN 9780323448383. （原始内容存档于2019-06-08） （英语）.
3. ↑  Woolley, David; Woolley, Adam. . CRC Press. 2017: 330  [2017-07-05]. ISBN 9781498709309. （原始内容存档于2019-06-12） （英语）.
4. ↑  Larson AM, Polson J, Fontana RJ, Davern TJ, Lalani E, Hynan LS, Reisch JS, Schiødt FV, Ostapowicz G, Shakil AO, Lee WM; Acute Liver Failure Study Group. . Hepatology (Baltimore, Md.). December 2005, 42 (6): 1364–72. PMID 16317692. doi:10.1002/hep.20948.
5. ↑  Ryder SD, Beckingham IJ. . BMJ (Clinical research ed.). February 2001, 322 (7281): 290–2  [2015-10-13]. PMC 1119531 . PMID 11157536. doi:10.1136/bmj.322.7281.290. （原始内容存档于2019-12-08）.
6. ↑  Dart RC, Erdman AR, Olson KR, Christianson G, Manoguerra AS, Chyka PA, Caravati EM, Wax PM, Keyes DC, Woolf AD, Scharman EJ, Booze LL, Troutman WG; 美国毒品控制中心协会. . Clin Toxicol (Phila). 2006年, 第44卷 (1期): 1–18页. PMID 16496488.
7. ↑  Tenenbein M. . J Toxicol Clin Toxicol. 2004年, 第42卷 (2期): 145–8页. PMID 15214618.
8. ↑  Zimmerman HJ, Maddrey WC. . Hepatology. 1995年, 第22卷 (3期): 767–73页. PMID 7657281.
9. ↑  Crippin JS. . Am J Gastroenterol. 1993年, 第88卷 (4期): 590–2页. PMID 8470644.
10. ↑  Nolan CM, Sandblom RE, Thummel KE, Slattery JT, Nelson SD. . Chest. 1994年, 105卷 (2期): 408–11页. PMID 7508362.
11. ↑  . 第1季.   [2017-03-23]. TVB. （原始内容存档于2017-03-23）. 已忽略未知参数|channel= (帮助); 缺少或|title=为空 (帮助)